# UTC+06:00
Giờ UTC+6 là múi giờ cách Giờ trung bình Greenwich 6 giờ.

## Các quốc gia và khu vực

### Nam Á
- Bangladesh
- Bhutan
- Vương quốc Liên hiệp Anh và Bắc Ireland
  - Lãnh thổ Ấn Độ Dương thuộc Anh

### Trung Á
- Kazakhstan[1]
  - Trừ các tỉnh Aktobe, Atyrau, Kyzylorda, Mangistau và Tây Kazakhstan
- Kyrgyzstan

### Bắc Á
- Nga - Giờ Omsk
  - Vùng liên bang Xibia
  - Omsk (tỉnh)

## Sử dụng ở Tân Cương, Trung Quốc
Ở Tân Cương, Trung Quốc, múi giờ này còn được gọi là Giờ Tân Cương hoặc Giờ Urumqi (tiếng Duy Ngô Nhĩ: شىنجاڭ ۋاقتى). Nó được đặt do vị trí địa lý nằm ở phần cực tây của Trung Quốc. Nó đã được chính quyền Trung Quốc phê duyệt cho các mục đích dân sự kể từ tháng 2 năm 1986, mặc dù quyết định đã bị người dân tộc Hán địa phương và một số chính quyền khu vực do người Hán thống trị từ chối.
Theo Tổ chức Theo dõi Nhân quyền, một người đàn ông người Duy Ngô Nhĩ đã bị chính quyền Trung Quốc bắt giữ vào năm 2018 vì "tội khủng bố", chỉ vì đặt đồng hồ của anh ta theo Giờ Tân Cương.